# Sakurai
Sakurai (桜井市, Sakurai-shi) és una ciutat i municipi de la prefectura de Nara, a la regió de Kansai, Japó. Sakurai és un lloc important a la història japonesa, ja que fou breument capital del país i ha estat lloc de nàixement de diversos emperadors. Actualment (2021), Sakurai és el huité municipi més populós de la prefectura.

## Geografia

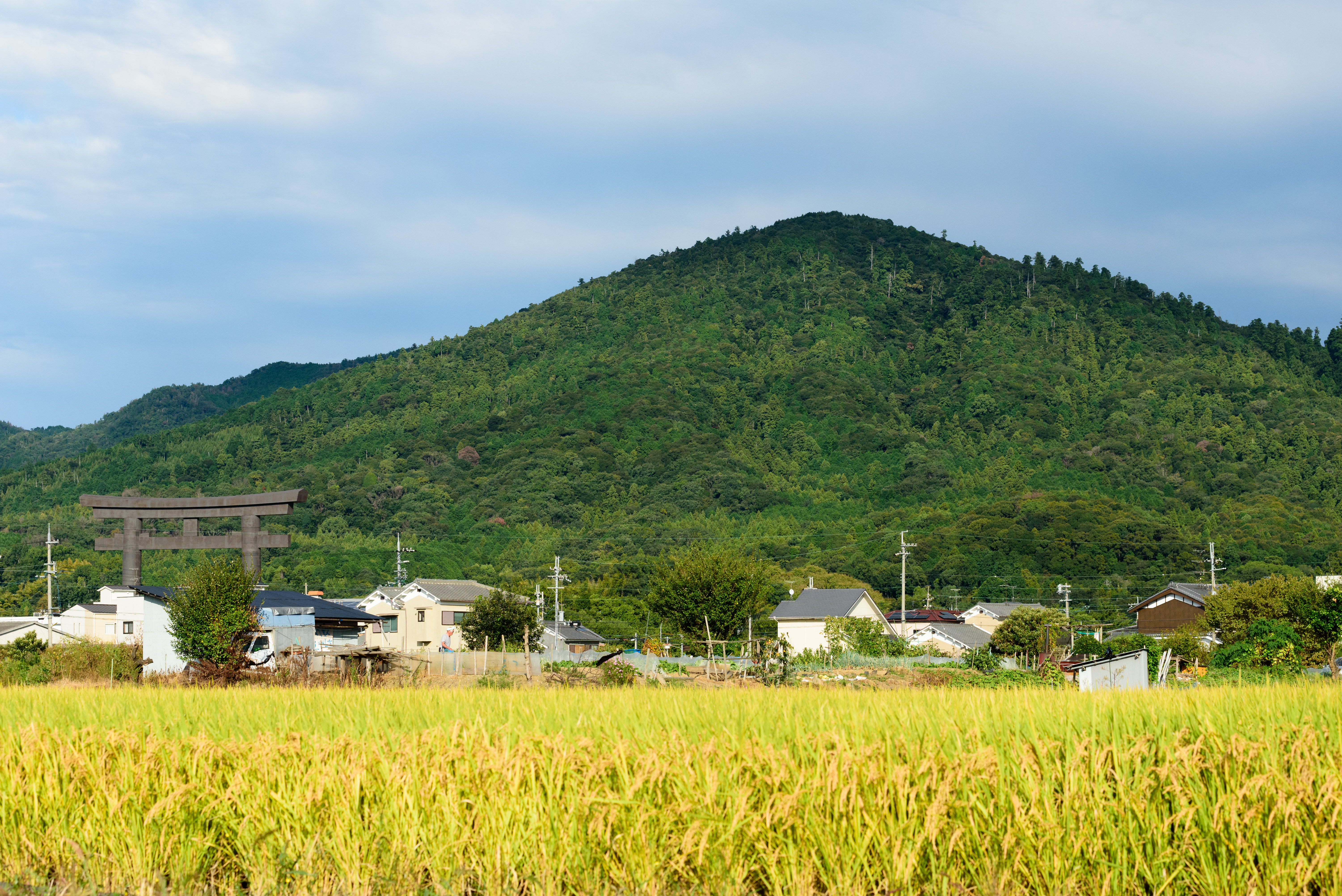
El mont Miwa

La ciutat de Sakurai es troba al centre-nord de la prefectura de Nara (a la regió de Chūwa o Yamato central) i està geogràficament localitzada a la foia de Nara, un territori pla on es concentra la major part de la població prefectural. Per Sakurai flueixen els rius Tera i Yamato (amb el nom de Hase). A Sakurai també es troba el mont Miwa, un turó de gran importància històrica i religiosa local. El terme municipal de Sakurai limita amb els de Tenri al nord; amb Nara i Uda a l'est; amb Yoshino al sud i amb Kashihara, Tawaramoto i Asuka a l'oest.

## Història

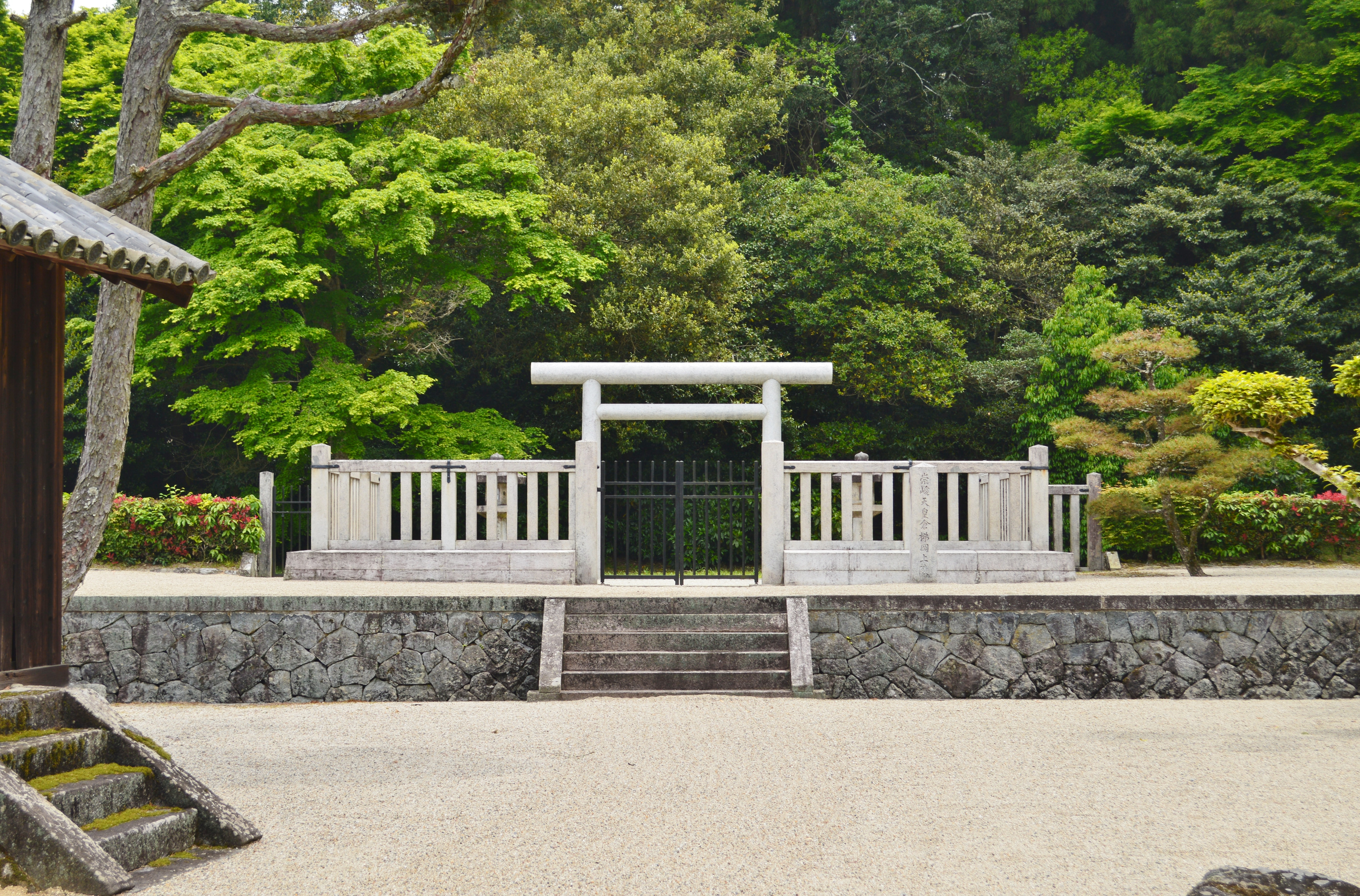
Mausoleu de l'Emperador Sushun

Des d'almenys el període Nara fins a la fi del període Edo, el territori que actualment es coneix com a Sakurai va formar part de l'antiga província de Yamato, precedent de l'actual prefectura de Nara. Durant el regnat de Yūryaku, 21é Emperador del Japó, Sakurai fou breument capital del Japó. Posteriorment, altres Emperadors com ara Seinei, Buretsu, Keitai, Senka i Bidatsu edificaren palaus a la zona. L'Ichinomiya o santuari provincial de Yamato, el santuari d'Ōmiwa, es troba a Sakurai.
Després de la restauració Meiji, l'1 d'abril de 1889 es creà el poble de Sakurai, al districte de Tōichi, sota la nova llei de municipis. Un any més tard, el 18 de novembre de 1890 Sakurai assoleix la classificació legal de vila. El 29 de març de 1896, la vila de Sakurai passa a formar part del districte de Shiki. Entre els anys 1942 i 1956, la vila absorbeix els pobles de Shikishima, Abe, Tōnomine, Asakura, Daifuku i Kaguyama. L'1 de setembre del mateix any, la vila assoleix la designació com a ciutat. Posteriorment i fins a l'actualitat, la ciutat ha absorbit el poble de Kaminogō i les viles de Hase i Ōmiwa.

## Administració

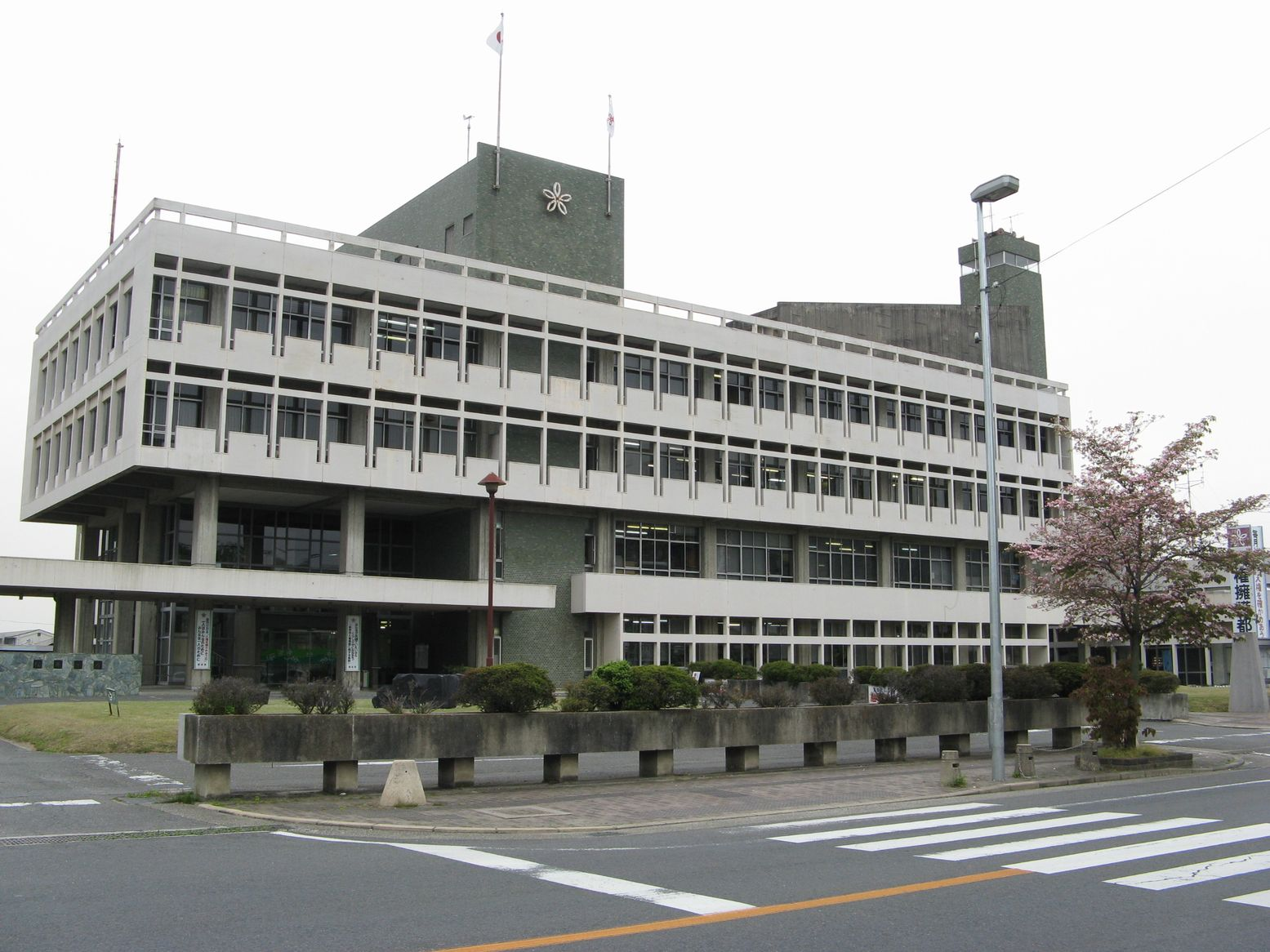
Ajuntament de Sakurai

### Alcaldes
- Giichi Hagiwara (1956-1961)
- Shigeo Ōura (1961-1967)
- Eizaburō Ikeda (1967-1991)
- Akira Hasegawa (1991-1999)
- Akihiro Tanioku (1999-2001)
- Masatake Matsui (2001-present)

## Demografia
| 1920   | 1930   | 1940   | 1950   | 1960   | 1970   | 1980   |
| ------ | ------ | ------ | ------ | ------ | ------ | ------ |
| n/a    | n/a    | n/a    | n/a    | 47.752 | 52.081 | 56.439 |
| 1990   | 2000   | 2010   | 2020   | 2030   | 2040   | 2050   |
| 60.262 | 63.248 | 60.146 | 54.887 | -      | -      | -      |

## Transport

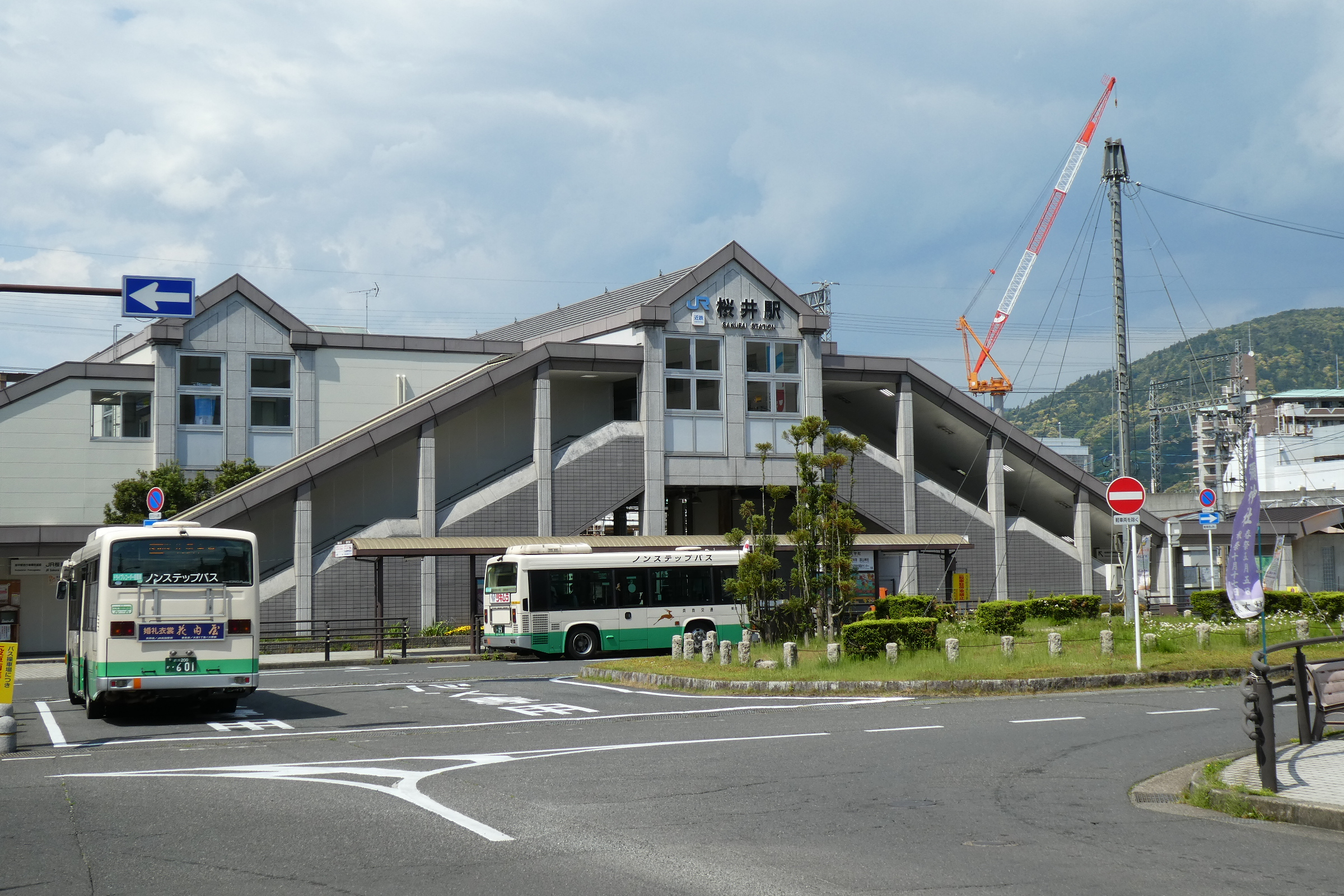
Estació de Sakurai

### Ferrocarril
- Companyia de Ferrocarrils del Japó Occidental (JR West)
  - Makimuku - Miwa - Sakurai
- Ferrocarril Kinki Nippon (Kintetsu)
  - Daifuku - Sakurai - Yamato-Asakura - Hasedera

### Carretera
- N-165 - N-166 - N-169
- NR-14 - NR-15 - NR-37 - NR-38 - NR-50 - NR-105 - NR-152 - NR-153 - NR-154 - NR-155 - NR-198 - NR-199 - NR-200 - NR-247 - NR-252

## Agermanaments
- Kumano, prefectura de Mie, Japó. (28 d'octubre de 1896)
- Chartres, Eure i Loir, França. (22 d'abril de 1989)
- Izumo, prefectura de Shimane, Japó. (2 d'octubre de 1989)